# Trollius aldanensis
Trollius aldanensis är en ranunkelväxtart som beskrevs av K.A. Volotovskii. Trollius aldanensis ingår i släktet smörbollssläktet, och familjen ranunkelväxter. Inga underarter finns listade i Catalogue of Life.